# Mikizetes flagellifer
Mikizetes flagellifer är en kvalsterart som beskrevs av Hammer 1961. Mikizetes flagellifer ingår i släktet Mikizetes och familjen Zetomotrichidae. Inga underarter finns listade i Catalogue of Life.